# Диденко, Владимир Петрович
Диденко Владимир Петрович (15 апреля 1925, Шевченково, Киевская губерния — 26 января 2002, Кривой Рог, Днепропетровская область) — поездной диспетчер Криворожского отделения Сталинской железной дороги. Герой Социалистического Труда (1959).

## Биография
Родился 15 апреля 1925 года в селе Шевченково (ныне в Броварском районе Киевской области).
Вскоре с семьёй переезжает в город Кривой Рог. Здесь Владимир в 1941 году окончил среднюю школу.
Участник Великой Отечественной войны с октября 1943 года — танкист 2-й гвардейской танковой бригады 5-й гвардейской танковой армии и 88-й гвардейской стрелковой дивизии. В июне 1946 года демобилизовался. 
Окончил дорожную техническую школу, начал работать дежурным по станции Долгинцево Сталинской железной дороги в Кривом Роге. После дополнительного обучения с 1950 года работал маневровым диспетчером. В октябре 1950 года направлен на курсы поездных диспетчеров в город Люботин Харьковской области. С сентября 1951 года — поездной диспетчер Криворожского отделения Сталинской железной дороги. В 1953—1959 годах учился в вечерней школе рабочей молодёжи.
В 1957 году Министерство путей сообщения СССР одобрило передовой опыт Владимира Диденко по скоростному движению поездов по кольцу Кривой Рог—Запорожье. Диденко был инициатором формирования большегрузных составов и других нововведений на Сталинской железной дороге. С 1958 года член КПСС.
Указом Президиума Верховного Совета СССР от 1 августа 1959 года за выдающиеся успехи, достигнутые в деле развития железнодорожного транспорта, Диденко Владимиру Петровичу присвоено звание Героя Социалистического Труда с вручением ордена Ленина и золотой медали «Серп и Молот».
Окончил Днепропетровский техникум железнодорожного транспорта. 
С мая 1961 по декабрь 1964 года был начальником станции Долгинцево-Сортировочное (ныне станция Батуринская), в декабре 1964 — октябре 1973 года — начальник станции Мудрёная в Кривом Роге. Под его руководством коллективу станции Мудрёная было присвоено звание «Коллектив коммунистического труда». В октябре 1973 года перешёл на работу ревизором дистанции пути Мудрёная—Пятихатки Криворожского отделения Приднепровской железной дороги. В августе 1980 года по состоянию здоровья переведён помощником ревизора в аппарат движения Криворожского отделения. С 1983 года — председатель Совета наставников Криворожского отделения.
Жил в Кривом Роге, где и умер 26 января 2002 года. Похоронен на Центральном кладбище Кривого Рога.

## Награды
- Медаль «Серп и Молот» (01.08.1959);
- Орден Ленина (01.08.1959);
- Почётный железнодорожник СССР (1972);
- Орден Отечественной войны 1-й степени[1] (06.04.1985);
- Знак «За заслуги перед городом» (Кривой Рог);
- медали.

## Память
- Имя на Стеле Героев в Кривом Роге.